# ORP Sęp
ORP Sęp  (Gamen) var en polsk ubåt. Sedan Polen invaderats av Nazityskland den 1 september 1939 och därmed förlorat sina baser, uppsökte ubåten det neutrala Sverige, där hon förvarades i Mariefred under resten av kriget.

## Historik
Den 2 september 1939 försökte Sęp att torpedera den tyska jagaren Friedrich Ihn, men missade och blev i stället anfallen med sjunkbomber. Hon fick vissa läckor och lämnade oljespår efter sig. Tyska ubåten U14 försökte torpedera Sęp, men torpeden exploderade innan den nådde fram. 
Då ubåtsbasen i polska Hela på Helhalvön inte längre var tillgänglig för reparationer och vägen till England via Öresund var för lång för den skadade ubåten, valde fartygschefen Władysław Salamon att gå till Sverige för internering. Sęp angjorde Landsort i gryningen den 17 september lotsades därifrån först i till Vaxholm, varifrån hon tillsammans med systerbåtarna ORP Ryś (Lodjuret) och ORP Żbik (Vildkatten) senare flyttades till Mariefred i Mälaren. 
Ubåtarna överlämnades i oktober 1945 till kommunistregeringen i Polen. Sęp deltog 1964 i ett polskt örlogsbesök i Göteborg.

## Bilder

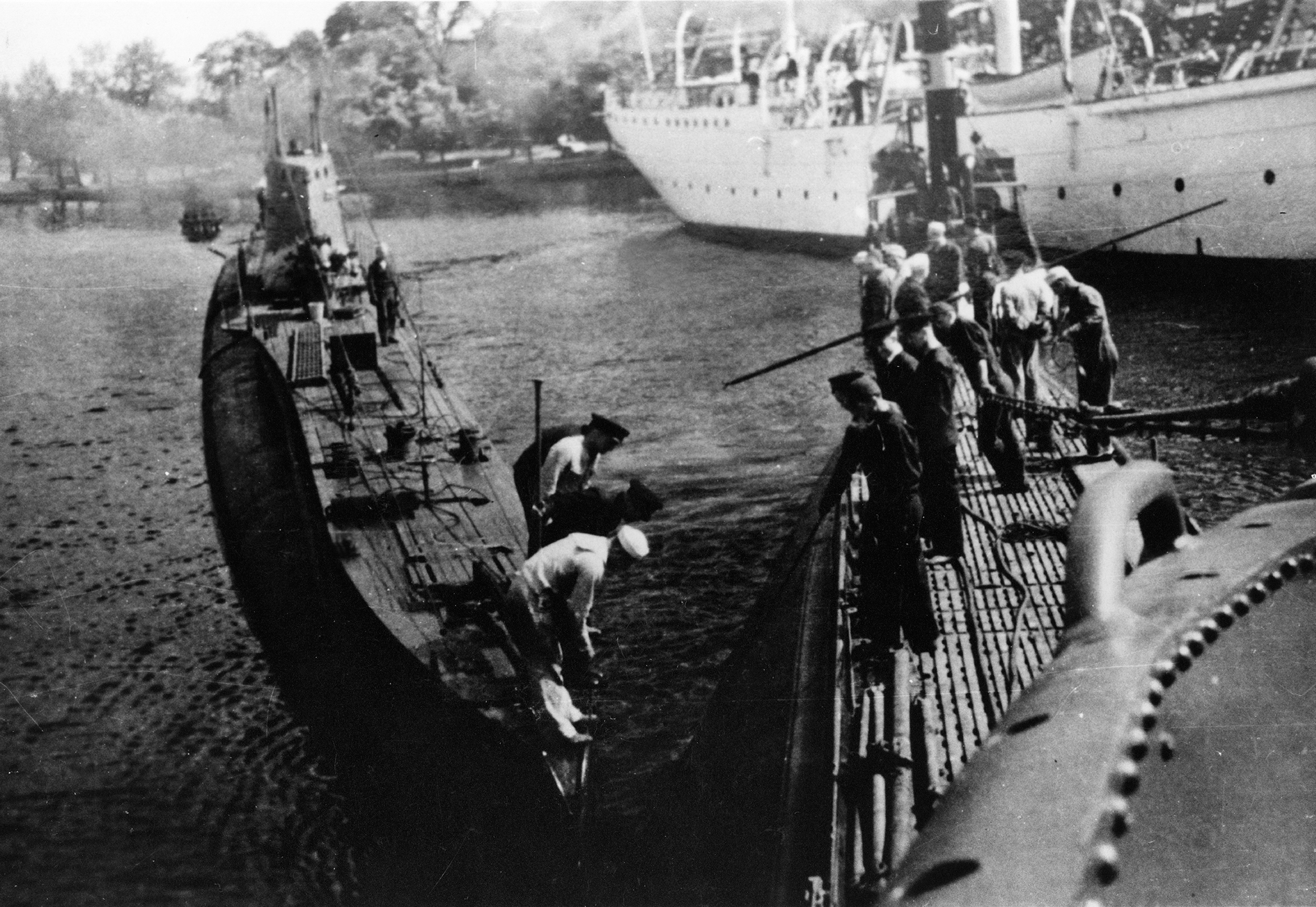
Ubåtarna Sęp, Ryś och Żbik flyttades in till Stockholm för att repareras i april 1940. Besättningarna fick bo på segelfartyget Dar Pomorza, som syns i bakgrunden.
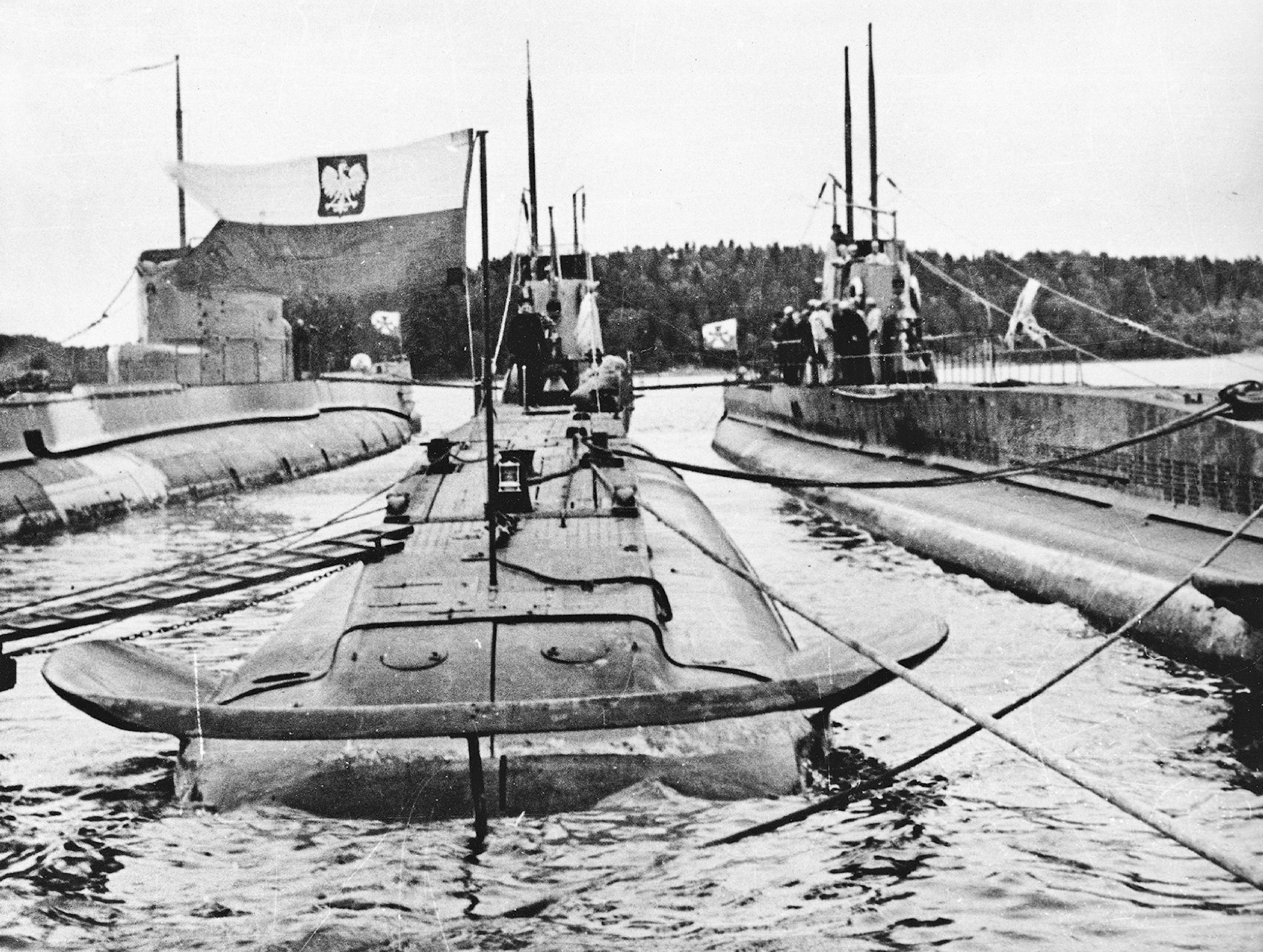
De polska ubåtarna i vattnet vid interneringslägret Marielund. Under hela interneringstiden hissades den polska flaggan varje dag.
Polsk sjöman och svensk soldat spelar schack omkring 1939
Förläggningen i Vaxholm bevakades noggrant efter att polska soldater från ubåtarna sökt asyl och internerats. September 1939.